# Rochdale Canal
Der Rochdale Canal ist ein schiffbarer Kanal in Nordengland. Er verbindet Manchester und Sowerby Bridge über den Gebirgsrücken der Pennines hinweg und ist Teil des Kanalsystems in Großbritannien. Er ist nach der Stadt Rochdale benannt, die er durchquert.

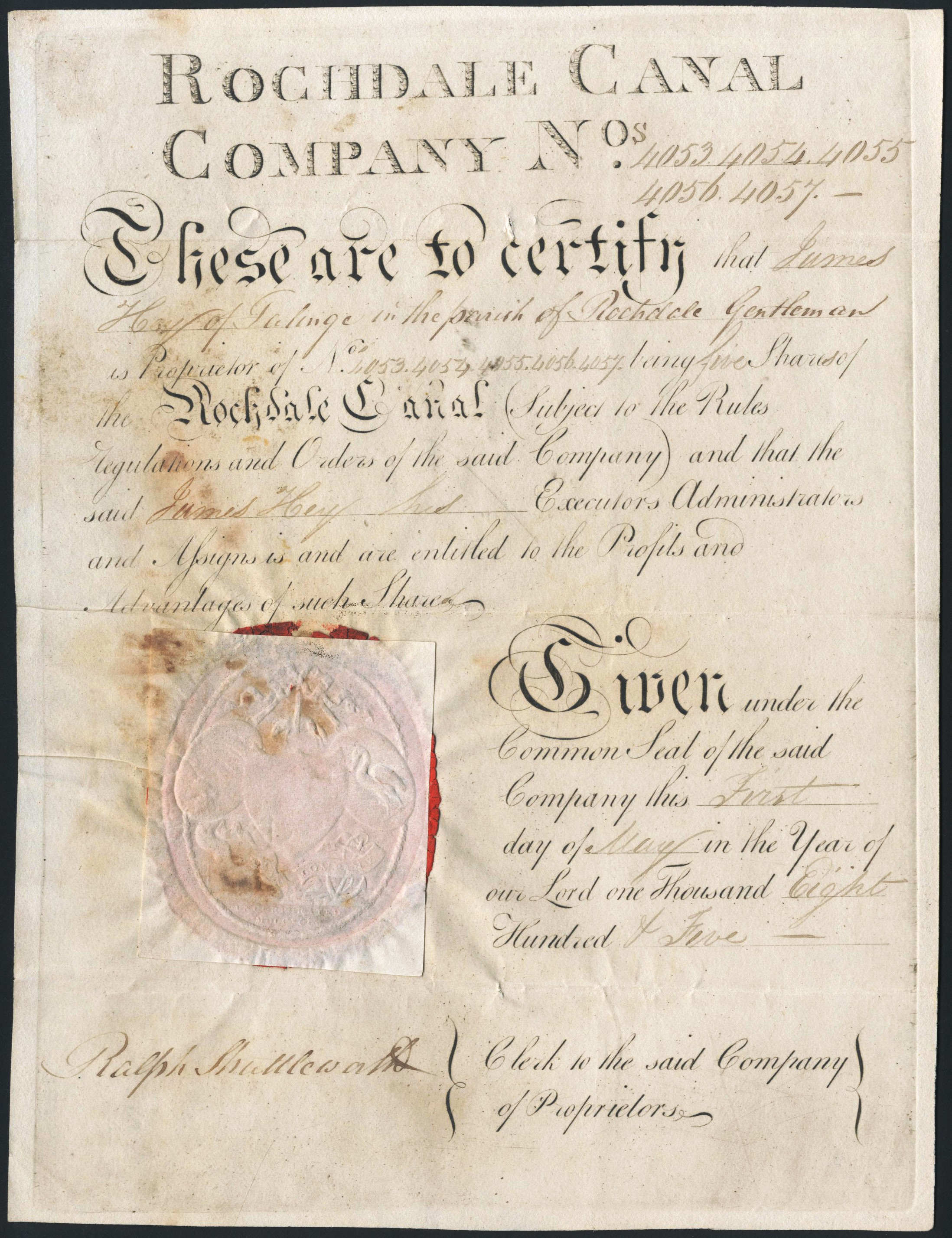
Aktie der Rochdale Canal Company vom 1. Mai 1805

Der Kanal beginnt (nach Zählrichtung der Schleusen) in Sowerby Bridge an der Calder and Hebble Navigation, durchquert auf 32 Meilen (51 km) die Pennines und erreicht im Castlefield Basin in Manchester den Bridgewater Canal. Er erlaubt die Passage von 14 ft (4,27 m) breiten Fahrzeugen und genügt damit der „Widebeam“- oder doppelten Ausbaubreite im Bezug auf das englische Narrowboat-Kanalnetz.

## Geschichte
1776 beauftragten 48 Bürger Rochdales den Ingenieur James Brindley mit der Vermessung möglicher Routen für einen Kanal zwischen Sowerby Bridge und Manchester. Brindley schlug eine Route vor, die der heutigen ähnelt, sowie eine aufwendigere über Bury. 1791 vermaß John Rennie sr. nochmals eine Route für einen Kanal mit Abzweigen nach Rochdale, Oldham und Todmorden.
Die Entscheidung über die Breite des Kanals und vor allem der Schleusen (und damit über die mögliche Breite der Schiffe) wurde bis zur Verabschiedung eines Gesetzes über den Bau vertagt. Ein erster Vorstoß dazu scheiterte 1792 am Einspruch von Mühlenbesitzern. Daher wurden im September 1792 durch William Crosley und John Longbotham Untersuchungen angestellt, um geeignete Stellen für Wasserspeicher zu finden. Diese resultierten in einem Projekt für einen Kanal mit 11 Wasserspeichern und einem 3000 yds (2743 m) langen Scheiteltunnel, das mit einer Stimme Mehrheit wiederum abgelehnt wurde. Nach Neuvermessung der strittigen Teilstrecken durch William Jessop wurde am 4. April 1794 ein Gesetz verabschiedet, das die Gründung der Rochdale Canal Company und den Bau des Kanals gestattete.
Ursprünglich wurden Kosten von 291.000 Pfund veranschlagt, jedoch für einen Kanal, der nur schmale Fahrzeuge erlaubte. Da aber laut Genehmigung breitere Fahrzeuge verkehren sollten, waren Einsparungen unumgänglich, obwohl die Gesellschaft weitere 100.000 Pfund durch Verkauf von Anteilen beschaffen durfte. So wurde der geplante Scheiteltunnel durch 14 Schleusen ersetzt.
Der Kanal wurde in mehreren Etappen in Betrieb genommen, zuerst 1798 der Rochdale Branch Canal. 1799 folgten weitere Abschnitte und 1800 der untere Teil mit 9 Schleusen, der eine Verbindung vom Ashton Canal nach Manchester herstellte. Obwohl der gesamte Kanal 1804 eröffnet wurde, dauerten die Bauarbeiten noch mehr als drei Jahre länger. Ein 1,5 Meilen (2,4 km) langer Abzweig von Heywood nach Castleton wurde 1834 eröffnet.

## Konzeption
Da kein Scheiteltunnel gebaut wurde, gibt es eine offene Scheitelhaltung von 0,8 Meilen (1,3 km) Länge. Sie liegt 600 ft (183 m) über dem Meeresspiegel um 53° 40′ 15,9″ N, 2° 5′ 2,8″ W und ist eine der höchstgelegenen in Großbritannien.

### Schleusen
Von der Scheitelhaltung hinab nach Sowerby Bridge führen 35 (ursprünglich 36) Schleusen, nach Manchester 56 Schleusen, davon allein 24 im Stadtgebiet von Manchester. Die Schleusen wurden einheitlich mit 10 ft (3,05 m) Fallhöhe und 72 ft (21,95 m) Länge ausgeführt und erlauben die Passage von 14 ft (4,27 m) breiten Fahrzeugen. Die hölzernen Stemmtore werden von Hand über lange Hebelarme bewegt, bei weichem Erdboden sind steinerne Widerlager für die Füße in den Boden eingelassen.
Die ursprünglich 92 Schleusen sind von Osten her durchnummeriert, die meisten tragen darüber hinaus einen Namen, der meist aus ihrer Lage abgeleitet ist. Die Scheitelhaltung liegt zwischen den Schleusen Longlees Lock (36) und West Summit Lock (37). Name und Nummer sind an jeder Schleuse angegeben.

#### Umbauten
- Bei der Wiederherstellung ab 1990 wurden die Schleusen 3 und 4 in Sowerby Bridge durch eine einzige Schleuse Tuel Lane Lock mit doppelter Fallhöhe ersetzt, ohne die übrige Nummerierung zu ändern. Die Schleuse trägt jetzt beide Nummern.
- Schleuse 53 wurde im Jahr 2002 bei einer Umtrassierung des Kanals durch einen vorhandenen Tunnel unter der Autobahn M62[8] unter neuem Namen um 500 m nach Süden versetzt und die Haltung dazwischen um die Fallhöhe angehoben; die alte Schleuse ist nur noch als Einschnürung des Kanals sichtbar, die Tore wurden abgebaut.
- Als die unteren Tore der Schleuse 19 in Todmorden um 1920 einer Verbreiterung der angrenzenden Straßenbrücke im Weg standen, wurde stattdessen ein platzsparendes Hubtor errichtet, um die Schleusenkammer nicht kürzen zu müssen. Dieses Guillotine Lock wurde 1952 bei der Stilllegung des Kanals wieder durch die alten Stemmtore an kürzerer Position ersetzt. Für die Wiedereröffnung des Abschnittes wurde 1997 erneut ein Hubtor installiert.[7]

### Wasserversorgung
Wegen des Schleusenverlusts benötigt die Scheitelhaltung permanente Wasserversorgung, die durch große Regenwasser-Reservoirs im umliegenden Gebirge bereitgestellt wird. Als erste Wasserspeicher wurden 1798 Blackstone Edge Reservoir und Chelburn Reservoir vollendet, 1800 folgte Hollingworth Lake. Da letzterer tiefer als die Scheitelhaltung liegt, wurden ein dampfbetriebenes Pumpwerk und eine 4 Meilen (6,4 km) lange Zuleitung gebaut. 1910 wurden diese abgerissen. 1807 genehmigte das Parlament den Bau von Whiteholme Reservoir und Light Hazzles Reservoir, so dass die Wasserversorgung mit dem zunehmenden Verkehr Schritt halten konnte.

## Betrieb
Aufgrund seiner Breite war der Kanal leistungsfähiger als der südlicher verlaufende Huddersfield Narrow Canal und entwickelte sich zum Hauptverkehrsweg zwischen Lancashire und Yorkshire. Wichtige Transportgüter waren Baumwolle, Wolle, Kohle, Kalkstein, Bauholz, Salz und Gemischtwaren. Zwischen 1830 und 1832 wurden jährlich knapp 540.000 long tons transportiert und rund 40.000 Pfund eingenommen, 1839 war dies auf über 875.000 long tons und fast 63.000 Pfund gestiegen. Die Eröffnung der Manchester and Leeds Railway 1841 verursachte einen Rückgang des Verkehrs auf dem Kanal auf unter 670.000 long tons und der Einnahmen auf etwas über 27.000 Pfund. Obwohl eine Senkung der Frachtgebühren den Verkehr wiederbelebte (1845 wurde mit fast 980.000 long tons das Maximum erreicht), verblieben die Einnahmen lange auf einem ähnlich niedrigen Niveau.
1839 wurde mit der Eröffnung des Manchester and Salford Junction Canal eine Verbindung zwischen einem Zweig des Rochdale Canal und der Mersey and Irwell Navigation hergestellt, die den Straßentransport von mehr als 30.000 tons Waren zwischen den beiden Kanälen erübrigte. Jedoch war diese Verbindung nicht profitabel, da das Parlament auch der Gesellschaft des Bridgewater Canal den Bau des Hulme Cut, einer Verbindung zum Irwell mit drei Schleusen, gestattete, die sich als bequemer erwies. Der östliche Teil des Junction Canal schloss bereits 1875, der übrige Teil war 1922 geschlossen und 1936 aufgegeben.
1855 wurde ein Pachtvertrag mit vier Eisenbahngesellschaften geschlossen, von denen die Lancashire and Yorkshire Railway mit 73 % den größten Anteil hielt. Aus den Pachteinnahmen konnte die Kanalgesellschaft die Unterhaltung des Kanals und die Dividenden für die Gesellschafter bestreiten. Der Vertrag lief zunächst 21 Jahre und wurde um 14 Jahre verlängert. Während der Pachtzeit stiegen Transportmenge und Einnahmen an. Hollingworth Lake wurde zum Ausflugsziel, und 1865 verkehrten vier Dampfer auf dem Stausee.
Durch Kürzung der Frachtgebühren wurde der Verkehr aufrechterhalten, und der Kanal blieb profitabel. Die Kanalgesellschaft erhielt auch das Recht, Wasser zu verkaufen. 1905 wurden fast 420.000 tons an Gütern auf dem Rochdale Canal zum Bridgewater Canal transportiert, zumeist zum Weitertransport auf dem Manchester Ship Canal.
Im Ersten Weltkrieg übernahm die britische Regierung die Aufsicht über die Kanäle. Als sie 1920 wieder an die Eignergesellschaften überging, befand sich der Rochdale Canal in finanziellen Schwierigkeiten, zumal angesichts kürzerer Arbeitszeiten und gestiegener Löhne. Daher wurden 1923 die acht Stauseen (Blackstone Edge, Easterly Gaddings Dam, Higher and Lower Chelburn, Hollingworth Lake, Light Hazzles, Warland und Whiteholme) an die Corporations von Oldham und Rochdale verkauft, woraus nach Zahlung einer Entschädigung an den Manchester Ship Canal, dem hierdurch eine Wasserzufuhr entging, noch knapp 300.000 Pfund Gewinn erzielt wurden. Unter vereinbarten Bedingungen konnte der Rochdale Canal aber weiterhin Wasser aus den Stauseen erhalten, nicht nur aus nahegelegenen Gewässern. Jedoch verschärfte der Verkauf der Stauseen den Wassermangel. Der Verkehr nahm weiter ab. 1937 wurde der Kanal zunächst letztmals durchgängig auf ganzer Länge befahren.
Der größte Teil des Kanals ging 1952 durch eine gesetzliche Regelung außer Betrieb, an vielen Schleusen wurden die jeweils unteren Tore demontiert. In Betrieb blieb lediglich der letzte Abschnitt in Manchester, der zur Anbindung des Ashton Canal an den Bridgewater Canal benötigt wurde. Die Schleusen 84 bis 92 dieses Abschnittes werden als die „Rochdale Nine“ zusammengefasst, deutsch etwa „Die Neun von Rochdale“.
Beim Bau der Autobahn M62 Mitte der 1960er Jahre wurde auf den verfallenen Kanal keine Rücksicht mehr genommen. Er wurde von der kreuzenden Autobahn zwischen den Schleusen 53 und 54 dauerhaft unterbrochen.

## Restaurierung
Im Jahr 1965 sollte der Rochdale Canal gesetzlich stillgelegt werden. Die Inland Waterways Association petitionierte dagegen, und die erzielte Regelung verpflichtete die Eigentümer des Kanals zu dessen Unterhaltung, bis der anschließende Ashton Canal eingestellt würde. Anfang 1971 wurde eine Bootsrallye auf dem Kanal ausgerichtet, und im selben Jahr fand eine öffentliche Aussprache darüber statt, ob ein Teil des Kanals zugunsten eines Wasservergnügungsparks teilweise verfüllt oder dieser Abschnitt bei geringeren Kosten wieder für die Schifffahrt hergerichtet werden sollte. Diskussionen, ob der Rochdale Canal oder der Huddersfield Narrow Canal wiederhergestellt werden sollte, führten 1974 zur Gründung von Vereinigungen mit den jeweiligen Zielen. Die Rochdale Canal Society beabsichtigte die völlige Wiederherstellung als Teil eines Pennine Park.
Die Wiedereröffnung des Ashton Canal erfolgte 1974, welcher oberhalb von Schleuse 84 in den Rochdale Canal mündet. Zur selben Zeit wurden auch die neun Schleusen zwischen dieser Einmündung und dem Bridgwater Canal wiederhergestellt.
Im Rahmen von Arbeitsbeschaffungsmaßnahmen wurden 1975 40.000 Pfund für Arbeiten am Abschnitt des Kanals durch die Stadt Rochdale bereitgestellt. Im Jahr darauf wurden mit weiteren 208.000 Pfund Zuschuss 150 neue Arbeitsplätze geschaffen. Pläne für eine Querung durch die geplante Autobahn M66 und den Bau eines Supermarkts in Sowerby Bridge, die den Kanal unterbrochen hätten, stießen auf Widerstand. Der Erfolg der Arbeitsbeschaffungsmaßnahmen (zeitweise waren 450 Personen beschäftigt, und infolge der Arbeitskräfterotation hatten mehrere Tausend Menschen praktische Erfahrungen beim Wiederaufbau gewonnen) führten dazu, dass der Kanal von offizieller Seite mit Wohlwollen betrachtet wurde. Der Abschnitt von Todmorden nach Hebden Bridge wurde 1983 fertiggestellt.
Im Jahr 1984 wurde der Rochdale Canal Trust Ltd. gegründet, der den Kanal von den Eigentümern pachtete. Die Unterbrechung des Kanals durch eine Erweiterung der Autobahn M66 drohte 1985, jedoch trug das Greater Manchester Council ab 1986 zur Beseitigung von Hindernissen bei, namentlich des Dammes der Autobahn M62, der den Weg nach Failsworth versperrte. Calderdale Council trug 1986 mit Unterstützung durch die EU zur Beseitigung von drei Durchlässen und zur Wiederherstellung zweier Schleusen bei. Zur Unterquerung der M62 wurde 2002 der Kanal auf eine vorhandene Feldwegunterführung verschwenkt und dazu um 3 Meter angehoben, indem die nördlich der Autobahn gelegene Schleuse Nr. 53 Blue Pits Lower Lock außer Betrieb genommen und stattdessen südlich des Durchlasses die Schleuse Blue Pits New Lock neu errichtet wurde. In Sowerby Bridge wurden ein Tunnel neu gebaut und die ehemaligen Schleusen 3 und 4 durch die doppelt tiefe Schleuse Tuel Lane Lock ersetzt, um zwischenzeitlich erbaute Straßen nachträglich zu unterqueren. Die Tuel-Lane-Schleuse ist nun mit fast 20 ft (6 m) Fallhöhe eine der tiefsten Schleusen im britischen Kanalnetz. Der gesamte Abschnitt zwischen Sowerby Bridge und dem Scheitelpunkt bei Longlees wurde 1990 wieder eröffnet, aber vorläufig noch ohne Anschluss an das übrige Kanalnetz.
Am 11. April 1996 konnte zum ersten Mal ein Boot vom restaurierten Rochdale Canal auf die Calder and Hebble Navigation überwechseln. Zu dieser Zeit gehörte der Kanal noch einer privaten Gesellschaft. Um jedoch finanzielle Zuwendungen für Projekte von öffentlichem Nutzen anlässlich der Feiern zur Jahrtausendwende erhalten zu können, erwarb ihn der Waterway Trust. Mit 11,3 Millionen Pfund von der Millennium Commission und Unterstützungen von weiteren Partnern, darunter den Councils von Oldham und Rochdale, konnten insgesamt 33,8 Millionen Pfund investiert werden. Die Restaurierung der Abschnitte durch Failsworth und Ancoats war ein wesentlicher Teil der städtischen Sanierungsmaßnahmen im Norden von Manchester. Nachdem die restaurierten Abschnitte mit dem nie geschlossenen Abschnitt unterhalb der Einmündung des Ashton Canal verbunden worden waren, wurde der Rochdale Canal am 1. Juli 2002 in ganzer Länge für den Verkehr freigegeben.
Im April 2005 kam es zu einem Dammbruch direkt südlich des Aquädukts über den River Irk. Da die betroffene Haltung zwischen den Schleusen 63 und 64 mit 1,63 km relativ lang ist, floss viel Wasser ab. Der Aquädukt selbst wurde nicht beschädigt. Erst im Sommer 2006 konnte der Kanal unter Schwierigkeiten wiedereröffnet werden.

## Heutige Nutzung
Heute ist der Rochdale Canal eine beliebte Route für die Freizeitschifffahrt. Als einer der drei Kanäle, die die Pennines kreuzen, verbindet er Wasserwege im Nordwesten und Nordosten Englands. Da er nicht durch einen Scheiteltunnel führt, sondern die Höhen der Heidelandschaften in den Pennines quert, ist er trotz der vielen Schleusen sehr attraktiv.
Wassermangel führt oft zu Einschränkungen der Schifffahrt. Fahrten durch die Schleuse Tuel Lane müssen vorausgebucht werden.

## Verlauf und Verbindungen zu anderen Wasserwegen
Von Manchester nach Osten durchquert der Rochdale Canal die Pennines durch die Gemeinden Littleborough, Summit, Todmorden, Hebden Bridge, Mytholmroyd und Luddendenfoot. In Sowerby Bridge erlaubt die Verbindung zur Calder and Hebble Navigation Zugang zu den Wasserwegen im Nordosten Englands, darunter zur Aire and Calder Navigation, zur Sheffield and South Yorkshire Navigation und zu den Flüssen Ouse und Trent.
Er ist Teil mehrerer Freizeit-Schiffahrtsrouten:
- In Manchester verbindet er den Ashton Canal mit dem Bridgewater Canal und ist so ein Teil des Cheshire Ring.
- Der Ashton Canal führt zum westlichen Ende des Huddersfield Narrow Canal, wodurch der Rochdale Canal Teil des South Pennine Ring ist.
- Der Bridgewater Canal führt zum westlichen Ende des Leeds and Liverpool Canal, wodurch der Rochdale Canal Teil des North Pennine Ring wird.
- Über Ashton Canal und Bridgewater Canal ist er mit allen Kanälen im westlichen England verbunden, darunter der Trent and Mersey Canal und der Macclesfield Canal.

## Bibliographie
- A. W. Colligan: The Weighver's Seaport – The story of Hollingworth Lake. G Kelsall, 1977, ISBN 0-9505577-0-6.
- Jane Cumberlidge: Inland Waterways of Great Britain (8th Ed.). Imray Laurie Norie and Wilson, 2009, ISBN 978-1-84623-010-3.
- Charles Hadfield, Gordon Biddle: The Canals of North West England, Vol 1 (pp. 1-236). David and Charles, 1970, ISBN 0-7153-4956-2.
- Charles Hadfield, Gordon Biddle: The Canals of North West England, Vol 2 (pp. 241-496). David and Charles, 1970, ISBN 0-7153-4992-9.
- Michael Pearson: Pearson's Canal Companion; Pennine waters. J. M. Pearson, Tatenhill Common 1995, ISBN 0-9545383-4-X.
- Joseph Priestley: Historical Account of the Navigable Rivers, Canals and Railways of Great Britain. 1831 (jim-shead.com).
- Roger Squires: Britain's restored canals. Landmark Publishing, 2008, ISBN 978-1-84306-331-5.